# Olympische Sommerspiele 2008/Teilnehmer (Indonesien)
| Gelbes Symbol für Goldmedaillen mit stilisierten Olympischen Ringen | Graues Symbol für Silbermedaillen mit stilisierten Olympischen Ringen | Braundes Symbol für Bronzemedaillen mit stilisierten Olympischen Ringen |
| ------------------------------------------------------------------- | --------------------------------------------------------------------- | ----------------------------------------------------------------------- |
| 1                                                                   | 1                                                                     | 4                                                                       |

Bei den Olympischen Sommerspielen 2008 in Peking nahmen 24 Sportler aus Indonesien teil. Es war die 13. Olympiateilnahme Indonesiens. Bis zum 26. Juni 2008 konnten sich 21 Athleten für die Spiele qualifizieren. Dazu erhielten drei Athleten einen Startplatz dank Wildcard.

## Medaillengewinner

### Gold
| Name                          | Sportart  | Wettkampf     |
| ----------------------------- | --------- | ------------- |
| Markis Kido / Hendra Setiawan | Badminton | Herren-Doppel |

### Silber
| Nova Widianto / Liliyana Natsir | Badminton | Mixed-Doppel |

### Bronze
| Eko Yuli Irawan        | Gewichtheben | Herren bis 56 kg |
| Triyatno               | Gewichtheben | Herren bis 62 kg |
| Raema Lisa Rumbewas    | Gewichtheben | Frauen bis 53 kg |
| Maria Kristin Yulianti | Badminton    | Frauen-Einzel    |

## Teilnehmer nach Sportarten

### Badminton
- Luluk Hadiyanto
Herren, Doppel: in der 3. Runde ausgeschieden
- Taufik Hidayat
Herren, Einzel: in der 2. Runde ausgeschieden
- Markis Kido
Herren, Doppel:
- Sony Dwi Kuncoro
Herren, Einzel: im Viertelfinale ausgeschieden
- Flandy Limpele
Mixed, Doppel: 4. Platz
- Vita Marissa
Damen, Doppel: in der 3. Runde ausgeschieden
Mixed, Doppel: 4. Platz
- Liliyana Natsir
Damen, Doppel: in der 3. Runde ausgeschieden
Mixed, Doppel:
- Hendra Setiawan
Herren, Doppel:
- Nova Widianto
Mixed, Doppel:
- Alvent Yulianto
Herren, Doppel: in der 3. Runde ausgeschieden
- Maria Kristin Yulianti
Damen, Einzel:

### Bogenschießen
- Rina Dewi Puspitasari
Damen, Einzel: in der 1. Runde ausgeschieden
- Ika Yuliana Rochmawati
Damen, Einzel: in der 1. Runde ausgeschieden

### Gewichtheben
- Eko Yuli Irawan
Herren, 56 kg:
- Edi Kurniawan
Herren, 69 kg: 12. Platz
- Sandow Nasution
Herren, 77 kg: 11. Platz
- Raema Lisa Rumbewas 
Frauen, 53 kg: 3. Platz
- Triyatno
Herren, 62 kg:

### Leichtathletik
- Dedeh Erawati
Damen, 100 m Hürden: 34. Platz
- Suryo Agung Wibowo
Herren, 100 m: 41. Platz

### Schießen
- Yosheefine Shilla Prasasti
Herren, Luftgewehr: 24. Platz

### Schwimmen
- Fibriani Ratna Marita
Frauen, 200 m Lagen: 38. Platz
- Donny Utomo
Herren, 200 m Schmetterling: 44. Platz

### Segeln
- I Gusti Made Oka Sulaksana
Herren, Windsurfen: 27. Platz